# Bu-Ma-Bürgerproteste für Demokratisierung
Die Bu-Ma-Bürgerproteste für Demokratisierung (kor. 부마민주항쟁, Hanja 釜馬民主抗爭) waren eine Reihe von Bürgerprotesten, die sich zwischen dem 16. und 20. Oktober 1979 in Busan und Masan ereigneten. Die Bezeichnung Bu-Ma ist auf das jeweilige erste Hanja-Schriftzeichen dieser beiden Städte (부=Bu, 마=Ma) zurückzuführen. Die Proteste richteten sich gegen die diktatorische Yusin-Verfassung des damaligen südkoreanischen Staatspräsidenten Park Chung-hee und endeten mit dessen Tod am 26. Oktober 1979 durch Kim Jae-gyus Attentat.

## Hintergrund
Bei der Parlamentswahl im Dezember 1978 erhielt die Neue Demokratische Partei, die damals die größte Oppositionspartei des Landes darstellten, mehr Stimmen als die regierende Demokratisch-Republikanische Partei des Präsidenten Park Chung-hee. Nur durch das damalige Wahlrecht, das den ländlichen Regionen gegenüber den urbanen Regionen vergleichsweise mehr Parlamentssitze zugestand, konnte die regierende Partei ihre Mehrheit im Parlament behaupten. Dieses Ergebnis kam trotz der massiven Wahlmanipulation seitens der Regierung zustande und alarmierte Park Chung-hee, der sich seine Wiederwahl durch die von ihm selbst im Jahr 1972 eingeführte Yusin-Verfassung immer wieder sichern konnte.
Im Mai 1979 setzte sich Kim Young-sam gegen Lee Chul-seung innerhalb der Neuen Demokratischen Partei als Vorsitzender durch und sagte der bestehenden Yusin-Verfassung sowie dem Park Chung-hee-Regime den Kampf an. Er organisierte in der Parteizentrale im August 1979 einen Streik der Mitarbeiterinnen der Firma YH Trade Company und bei einem Interview mit der New York Times am 16. September 1979 forderte er die Carter-Regierung der Vereinigten Staaten zu einer Intervention zugunsten der demokratischen Kräfte im Land auf, um die Demokratie im Land wiederherzustellen. Als Antwort darauf beschloss die regierende Demokratisch-Republikanische Partei am 4. Oktober 1979 den Ausschluss von Kim Young-sam aus dem Parlament ohne Zustimmung anderer Parteien. Daraufhin reichte die gesamte Abgeordnetenschaft der Neuen Demokratischen Partei aus Protest ihren Rücktritt ein. Dies gilt allgemeinhin als einer der entscheidenden Auslöser der Proteste in Busan und Masan noch im selben Monat, zumal Kim Young-sam politisch in dieser Region beheimatet war.

## Verlauf
Initiiert wurden die Proteste durch die Studenten der Universität Busan, die am 16. Oktober 1979 durch die Stadt zogen. Zwei Tage später begannen auch in der Stadt Masan die Proteste, deren Teilnehmer unter anderem die Abschaffung der Yusin-Verfassung und die Demokratisierung des Landes forderten. Park Chung hee rief daraufhin zum 18. Oktober den Ausnahmezustand in Busan aus und verhängte auch in Masan Ausnahmeregelungen (위수령), die eine Stufe unter dem Ausnahmezustand anzusiedeln waren und ebenfalls den Truppeneinsatz gegen die Demonstranten legitimierten. In der Folgezeit wurden 66 Personen in Busan und 59 Personen in Masan verhaftet und dem Militärgericht überstellt.
Um sich ein Bild von der Lage zu machen, reiste der damalige Chef des Geheimdienstes KCIA, Kim Jae-gyu, in die beiden Städte. Zunächst glaubte er, die Proteste würden hauptsächlich von den Studenten oder nordkorea-nahen Organisationen gesteuert werden. Doch vor Ort sah er, dass die Demonstrationen von den Normalbürgern freiwillig organisiert und unterstützt wurden und entschied sich gegen ein allzu hartes Eingreifen. Am 23. Oktober wurde die Ausgangssperre wieder aufgehoben und drei Tage später zog sich die Armee aus der Stadt Busan zurück.
Zur selben Zeit endete auch das Yusin-Regime mit Park Chung-hees Tod durch die Schüsse von Kim Jae-gyu. Später sagte Kim Jae-gyu vor dem Tribunal aus, dass Park Chung-hees Vorhaben, die eventuell landesweit aufflammenden Demonstrationen ggf. blutig niederzuschlagen, ihn dazu bewogen habe, einem bevorstehenden Massaker an Zivilisten zuvorzukommen und Park Chung-hee eigenhändig zu erschießen.

## Folge
Die Demokratisierung des Landes, die durch den Tod von Park Chung-hee eingetreten war, währte nur kurz. Am 12. Dezember 1979 verübte Generalmajor Chun Doo-hwan einen Militärputsch und ließ sich im Folgejahr zum Präsidenten wählen. Dabei schlug er den Gwangju-Aufstand blutig nieder, was auch, nach allgemein angenommener Meinung, in Busan bzw. Masan im Vorjahr hätte passieren können. Die Militärdiktatur endete erst 1987 durch den Rücktritt von Chun Doo-hwan nach dem Juni-Kampf.
In Busan ist ein Park nach diesem Ereignis benannt, in der Stadt Changwon, die durch die Zusammenlegung von Masan und anderen Gebieten entstand, existiert ein Denkmal dafür.